# Arslan Nuryýew
Arslan Nuryýew (* 16. Juli 2000) ist ein turkmenischer Eishockeyspieler, der beim HK Galkan in der turkmenischen Eishockeyliga spielt.

## Karriere
Arslan Nuryýew ist Mitglied beim HK Galkan aus der turkmenischen Hauptstadt Aşgabat. Bei dem Klub des Innenministeriums spielt er in der turkmenischen Eishockeyliga.

### International
Für Turkmenistan nahm Nuryýew erstmals an der Weltmeisterschaft 2023 in der Division III teil. Dort spielte er auch bei der Weltmeisterschaft 2024.